# 고엄
고엄(高儼, 557년 ~ 571년 9월)은 남북조시대 북제의 추존 황제로 고담과 호태후의 아들, 고위의 동생이다. 고위에 의해 초공애제(楚恭哀帝)로 추존되었다.

## 생애
557년, 고담과 호태후 사이에서 태어났으며 고담의 후계자로 고려되었기에 형인 고위의 질투를 받았다. 고담 치세에 동평왕(東平王)으로 봉해졌으며 시중, 중서감(中書監), 경기대도독(京畿大都督), 대장군, 대사마를 역임하였고 568년 12월, 부황이 죽자 낭야왕(瑯邪王)에 봉해졌다.
고위는 고엄을 매우 경계하였으며 화사개(和士開), 목제파(穆提婆)의 참언으로 기회를 봐 고엄을 죽이려 했다. 571년 4월 고엄을 한직에 보내 경기의 병권을 회수하려 하자 고엄은 호태후의 매부인 풍자종(馮子琮)과 연합해 화사개를 죽이고 육령훤(陸令萱), 목제파 모자를 죽이려 했으나 곡률광에게 세력이 진압당하여 실패하였다.
이후 고엄은 모친 호태후의 궁에 머무르며 보호받았으나, 동년 9월 유도지(劉桃枝)에게 살해되었고 초공애제(楚恭哀帝)로 추존되었다. 고엄에겐 아들이 있었다고 전해지나 태어나자마자 유폐되어 죽었다.

## 기타
고엄의 시호는 초공애제(楚恭哀帝)로 '황제(皇帝)'가 아닌 '제(帝)'로만 끝나는데 이는 완전한 '皇帝'에서  일부러 황을 빠뜨려 그 위상에 차이를 둔 것이다. 보통 황보다 제가 더 높은 위상을 가지기에 초공애제는 황제보다 낮고 황보다는 높은 위상을 가지고 있으며, 영어로는 황제, 황과 똑같이 'Emperor'로 번역된다.